# Гейдельбергер, Майкл
Майкл Гейдельбергер / Михаэль Хайдельбергер (Michael Heidelberger ForMemRS, 29 апреля 1888, Нью-Йорк — 25 июня 1991) — американский иммунолог. Вместе с Освальдом Эйвери в ходе исследований доказали, что полисахариды пневмококка являются антигенами, в свою очередь это привело к выводу, что антитела являются белками. Большую часть своей ранней карьеры он провёл в Колумбийском университете и, в последние годы, на факультете Нью-Йоркского университета. В 1934 и 1936 годах он получил стипендию Гуггенхайма. В 1967 году получил Национальную медаль науки, а затем премию Ласкера в 1953 и 1978 годах. Его статьи хранятся в Национальной медицинской библиотеке в Бетесде, штат Мэриленд.

## Биография
Гейдельбергер родился в 1888 году в Нью-Йорке в семье евреев Дэвида и Фанни Кампе Гейдельбергеров; отец был коммивояжером, а мать — домохозяйкой. Старший брат умер вскоре после рождения; через два года у Майкла появился младший брат Чарльз. Его дед по отцовской линии, которого также звали Майкл, был немецким евреем, эмигрировавшим в Соединенные Штаты в начале 1840-х годов. Отец Гейдельбергера имел только начальное школьное образование и шесть месяцев в году был в разъездах, продавая оконные шторы. На мать выпала ответственность за домашнее хозяйство и образование Майкла. Она училась в частной школе для девочек в Норфолке, штат Вирджиния, а после окончания учебы осталась на год у родственников в Германии. Пока Майклу не исполнилось двенадцать, он вместе с младшим братом обучался дома. Они посещали концерты классической музыки, должны были говорить по-немецки за столом, а няня учила французскому языку во время прогулок в Центральном парке. Позже он начал ценить свое раннее обучение языкам, эти знания неоспоримо пригодились в научном дискурсе в первой половине двадцатого века.
В восемь лет Гейдельбергер решил, что хочет стать химиком по причинам, которые он никогда не мог чётко сформулировать или вспомнить, но которые он позже счёл не более чем «тупой идеей». Он экспериментировал дома, смешивая лекарства и самые простые ингредиенты, входившие в детские наборы химии того времени, пока он не начал свое формальное обучение ботанике, зоологии, физике и химии в Школе этической культуры, частной средней школе в районе Аппер в Нью-Йорке. Вест-Сайд основан Обществом этической культуры, гуманистическим религиозным движением, членами которого были его родители. Он поддерживал связь со школой на протяжении всей своей жизни, ежегодно приглашая группы студентов посещать свою лабораторию.
Гейдельбергер любил музыку и начал играть на кларнете в школьном оркестре. Он был достаточно талантлив, чтобы концертные музыканты заставили его задуматься о профессиональной карьере в музыке. Вместо этого, музыка стала его «главным отдыхом». Он всю жизнь играл на одних и тех же двух деревянных инструментах ручной работы, си-бемоль и ля-кларнет, брал их с собой, куда бы он ни пошел, чтобы присоединиться к выступлениям камерной музыки на конференциях или в гостях у друзей.

### Образование и начало карьеры
Когда Гейдельбергер поступил в Колумбийский университет в 1905 году, его семья переехала в Верхний Вест-Сайд, чтобы он мог жить поближе к школе. Он прожил там до конца своей долгой жизни.
Он получил все свои научные степени в Колумбийском Университете, достигнув высшей степени доктора философии в области органической химии в 1911 году. Его диссертация была посвящена аналогам хиназолина, алкалоидам, которые его советник Марстон Тейлор Богерт надеялся (ошибочно, как доказал Гейдельбергер) в сочетании с фталевой кислотой давали бы полезные красители. Будучи студентом, он зарабатывал себе на жизнь, продавая вирджинскую ветчину отелям и оптовым бакалейным лавкам по всему городу после обеда по пятницам, зарабатывая до 50 долларов в неделю, а также преподавая аналитическую химию под руководством Ирвинга Ленгмюра в Институте Стивенса в Хобокене, штат Нью-Джерси.
По настоянию родителей, Гейдельбергер после окончания учебы со степенью доктора философии, договорился о встрече со своим бывшим семейным врачом Сэмюэлем Дж. Мельцером, который был первым заведующим кафедрой физиологии недавно основанного Рокфеллеровского института медицинских исследований. Мельцер кратко посоветовал Гейдельбергеру не заниматься наукой, потому что «наука — не профессия для сына бедняка». Гейдельбергер быстро понял, что Мельцер проверяет его приверженность науке, и настаивал на том, что хочет стать химиком. Мельцер смягчился и отправил его на встречу с химиками института: Фебом А. Т. Левеном, Дональдом Д. Ван Слайком и Уолтером А. Джейкобсом. Они посоветовали ему поехать в Европу для обучения в докторантуре, что было требованием для любого учёного, который хотел найти работу в ведущем исследовательском университете США.
Гейдельбергер последовал их совету и в 1911 году поехал в Цюрих, чтобы поработать год в лаборатории химика-органика и будущего лауреата Нобелевской премии Рихарда Вильштеттера в Высшей технической школе Eidgenössische Technische Hochschule. Там он усовершенствовал синтез циклооктатетраена, важного промежуточного продукта в органических исследованиях. Вильштеттер помог своему небогатому американскому студенту разделить с ним стоимость лабораторных принадлежностей и договорился о том, что при покупке дорогих материалов, таких как нитрат серебра, настала его очередь платить, а Гейдельбергер по очереди покупал более дешевые материалы, такие как серная кислота. «Лучшего опыта, чем тот, который вы дали, я не мог получить», — резюмировал Гейдельбергер свой опыт работы с Вильштеттером. Они оставались друзьями в течение трех десятилетий, во время бегства Вильштеттера из Германии в 1938 году и до его смерти в Швейцарии в 1942 году.
Находясь в гостях у родственников в Германии, по возвращении из Цюриха, Гейдельбергер получил телеграмму от своего отца, в которой говорилось о предложении должности научного сотрудника Института Рокфеллера при условии личного собеседования и одобрения директора института Саймона Флекснера.

### Институт Рокфеллера
Гейдельбергер прошел собеседование и в сентябре 1912 года начал работать в лаборатории Уолтера Абрахама Джейкобса (Walter Abraham Jacobs) над производным гексаметилентетрамина, комплексом, который, казалось, продлевал жизнь обезьянам, страдающим полиомиелитом, и который, как надеялись, мог быть адаптирован для использования на людях. Сначала результаты казались многообещающими, но позже Гейдельбергер и Джейкобс объяснили их потерей вирулентности вируса.
Летом 1915 года, после посещения тренировочного лагеря для офицеров в Платтсбурге, штат Нью-Йорк, для предлагаемой добровольческой армии (результат движения за подготовку Соединенных Штатов к вступлению в Первую мировую войну) и получения награды как стрелок, Гейдельбергер путешествовал на озеро Кезар в штате Мэн на каникулы. Там он познакомился с Ниной Тахау. Они поженились в 1916 году под звуки свадебного марша, сочиненного Гейдельбергером. Она была писательницей и активисткой нью-йоркского отделения Лиги женщин-избирательниц, а в 1940-х годах — Американской ассоциации за ООН. После ее смерти от рака в 1946 году, Гейдельбергер продолжил её работу в Организации Объединенных Наций, был членом делегации США на заседаниях Всемирной федерации организаций Организации Объединенных Наций в Праге, Бангкоке и других городах. Со своей второй женой Шарлоттой Розен он познакомился на концерте. Она была альтисткой в трио Моцарта, в котором выступал Гейдельбергер. Они поженились в 1956 году. Последние 10 лет жизни супруга страдала болезнью Альцгеймера, Майкл заботился о ней, вплоть до ее смерти в 1988 году.
После того, как Соединенные Штаты объявили войну Германии в апреле 1917 года, Гейдельбергер был принят в санитарный корпус и прикомандирован к Институту Рокфеллера. Он продолжал работать с Джейкобсом, сотрудничество, которое длилось более девяти лет, за это время ими было написано 44 статьи. Они синтезировали многие химиотерапевтические препараты, а именно ароматические мышьяки, для лечения инфекционных заболеваний, в частности сифилиса и африканской сонной болезни. В 1919 году они разработали вариант «волшебной пули» Пауля Эрлиха от сифилиса, сальварсан, который оказался эффективным против трипаносом, паразитов, вызывающих африканскую сонную болезнь. Варианты трипарсамида продолжают применяться и сегодня. В 1953 году король Бельгии, колониальный правитель тех частей Африки, где африканская сонная болезнь была эндемической, почтил Гейдельбергера и Джейкобса за их открытие.
В 1921 году Гейдельбергер перешёл в лабораторию Дональда Д. Ван Слайка в больнице Рокфеллера, где провёл следующие два года, разрабатывая метод получения больших количеств очищенного оксигемоглобина, с сохранением его способности переносить кислород, для исследований Ван Слайком поглощения и выброса кислорода в кровь. Когда в 1922 году Карл Ландштайнер, известный австрийский иммунолог и первооткрыватель групп крови человека, прибыл в Институт, Гейдельбергер вместе с ним занялся изучением антигенных свойств различных типов гемоглобина. На протяжении всей своей жизни Гейдельбергер с гордостью заявлял, что впервые изучил иммунологию у Ландштейнера. В это время к Гейдельбергеру обратился бактериолог Освальд Эйвери, чтобы помочь ему выяснить химию «особого растворимого вещества», которое Эйвери и Альфонс Р. Дочез обнаружили в сферической капсуле, которая окружает пневмококк и многие другие виды бактерий. В 1923 году Гейдельбергер и Эйвери сообщили, что это капсульное вещество, определяющее конкретный тип пневмококка и, соответственно, его вирулентность, состоит из полисахаридов, молекул углеводов, состоящих из более чем трех моносахаридных единиц. Их открытие впервые установило взаимосвязь между химическим составом и иммунологической специфичностью антигенов, тем самым поставив область иммунологии на прочную биохимическую основу. Это также опровергло преобладающие среди учёных предположения о том, что только белки могут действовать как антигены. Гейдельбергер посвятил оставшуюся часть своей карьеры в основном изучению последствий основополагающего открытия, сделанного им и Эйвери. Он идентифицировал и проанализировал структуру различных пневмококковых полисахаридов — с тех пор было обнаружено более ста, а также других микроорганизмов, изучил их роль в иммунных реакциях. В 1927 году он покинул Институт Рокфеллера, чтобы возглавить химическую лабораторию больницы на горе Синай. Год спустя он перешел в Колледж врачей и хирургов Колумбийского университета.

### Колумбийский университет
Его роль химика-консультанта в медицинском отделении соответствовала его темпераменту. Дверь в его офис, который он сравнил с «42-й улицей и Бродвеем» из-за его движения, была открыта для всех, особенно молодых исследователей, чтобы зайти, обсудить вопросы науки или политики и попросить его совета. За 27 лет пребывания там он использовал свои уникальные знания в области химии полисахаридных антигенов для разработки методов, в частности реакции преципитации, для выделения чистых антител, которые, как он доказал, были белками и которые он впервые измерил в абсолютных единицах веса. Он и его сотрудники Форрест Э. Кендалл и Элвин А. Кабат сформулировали количественную теорию преципитина и других иммунных реакций, которая показала, что такие реакции разворачиваются в три отдельные стадии, и утверждала, что антигены и антитела были двух- или мультивалентными, что означает, что они могли сочетаться в разных пропорциях. Эти открытия позволили Гейдельбергеру разработать гораздо более мощную антисыворотку против менингита у младенцев, а также простую, но эффективную вакцину против нескольких форм пневмонии, которая была успешно протестирована среди новобранцев армейских ВВС в 1944 году.
Выйдя на пенсию из Колумбийского Университета в 1954 году, Гейдельбергер перешел в Институт микробиологии Университета Рутгерса, а в 1964 году — в Медицинскую школу Нью-Йоркского университета. Там он продолжил свои исследования пневмококковых полисахаридов и их перекрестных реакций с различными типами антисывороток, всегда преследуя цель всей своей жизни связать химическую структуру с иммунологической специфичностью, вплоть до своей смерти в 1991 году.

### Премии и награды
Хайдельбергер получил пятнадцать почётных степеней и 46 медалей, наград за свою работу, в том числе:
- премию Альберта Ласкера за фундаментальные медицинские исследования в 1953 году,
- Национальную медаль науки от президента Линдона Б. Джонсона в 1967 году,
- премию Луизы Гросс Хорвиц в 1977 году,
- премию Альберта Ласкера за клинические медицинские исследования в 1978 году,
- Бронзовую медаль города Парижа в 1964 году.

Он был членом Национальной академии наук и Нью-Йоркской медицинской академии, а также офицером Почётного легиона Франции. Он дважды был президентом Американской ассоциации иммунологов, в 1947 и 1949 годах.

## Примечание
1. ↑  Maurice Stacey. Michael Heidelberger, 29 April 1888 - 25 June 1991 // Biographical Memoirs of Fellows of the Royal Society. — 1994-02-01. — Т. 39. — С. 177–197. — doi:10.1098/rsbm.1994.0011. Архивировано 24 октября 2019 года.
2. ↑  Michael Heidelberger (англ.). Profiles in Science. Дата обращения: 7 сентября 2020. Архивировано 2 августа 2017 года.
3. ↑  Michael Heidelberger Papers 1901-1990 (bulk 1940-1975). oculus.nlm.nih.gov. Дата обращения: 7 сентября 2020. Архивировано 10 августа 2020 года.